# Артистичне плавання на Чемпіонаті Європи з водних видів спорту 2022 — група, довільна програма
Змагання з артистичного плавання у довільній програмі груп на Чемпіонаті Європи з водних видів спорту 2022 відбулись 13 та 15 серпня.

## Результати[3][4]
| Місце | Країна          | Спортсмени | Попередні змагання | Попередні змагання | Фінал   | Фінал |
| Місце | Країна          | Спортсмени | Оцінка             | Місце              | Оцінка  | Місце |
| ----- | --------------- | --- | ------------------ | ------------------ | ------- | ----- |
| 1     | Україна         | Марина Алексіїва Владислава Алексіїва Олеся Дерев'янченко Марта Фєдіна Вероніка Гришко Ангеліна Овчиннікова Анастасія Шмоніна Валерія Тищенко                      | 94.7000            | 1                  | 94.1000 | 1     |
| 2     | Італія          | Доміціана Каванна Лінда Черруті Констанца Ді Камілло Констанца Ферро Джемма Галлі Марта Якоаччі Франческа Дзуніно Енріка Пікколі                                   | 91.7333            | 2                  | 92.6667 | 2     |
| 3     | Франція         | Каміль Бравар Амбре Еснаулт Лаура Гонзалес Маїсса Жермо Морін Дженкінс Ев Планекс Шарлотт Трембл Матільда Віньєр                                                   | 89.5000            | 3                  | 90.5667 | 3     |
| 4     | Греція          | Марія Алзігкузі Коміні Елені Фрагкакі Крістеленія Джялама Данай Каріорі Іфігенейя Кроммідакі Софія Малкогеоргу Зої Карангелу Андріана Масікевич                    | 88.0000            | 4                  | 89.1333 | 4     |
| 5     | Ізраїль         | Шеллі Бобріцкі Майя Дорф Ной Газала Катерін Кунін Ніколь Нахшонов Аріель Нассі Поліна Прікажчікова Шані Шарайзін                                                   | 85.1667            | 5                  | 86.0333 | 5     |
| 6     | Німеччина       | Теа Марта Зегентнер Джазз Лі Алісія Лаусч Деніз Дейснер Марія Денісов Зюзана Ровнер Клара Блеєр Марлен Боєр Мішелль Ціммер Мія Емілія Дуда-Дубинська Солен Гуйсард | 84.2667            | 6                  | 84.6000 | 6     |
| 7     | Велика Британія | Робін Сватман Лаура Турбервілль Серіль Гюджес Дайсі Ганн Міллсент Костелло Даніелла Ллойд Ізобель Девіс Ізобель Блінкгорн                                          | 81.8667            | 7                  | 82.9333 | 7     |
| 8     | Швейцарія       | Ілона Фахрні Емма Гросвенор Ладіна Ліппунер Мілла Морель Бабоу Счупбах Алісія Семон Фанні Семон Анна Тарі                                                          | 81.8333            | 8                  | 82.4667 | 8     |
| 9     | Туреччина       | Алара Акер Сюд Дікл Зейнеп Бусе Гюнгьор Кансін Кютючоглу Ніл Деніз Сентурк Ніл Талу Селін Телчі Ече Унгор                                                          | 70.5333            | 9                  | 72.0667 | 9     |